# Аустрия (Лустенау)
Аустрия (Лустенау) (на немски: Austria Lustenau - „Спортен клуб Аустрия Лустенау“) е австрийски футболен клуб от град Лустенау, играещ в австрийската Бундеслига. Основан през юни 1914 година. От 1951 година играе домакинските си мачове на стадион „Райхсхофщадион“.

## История
През 1914 в Лустенау е учредено спортно общество с името „Федерация по гимнастика Лустенау“ (нем. Turnerbundes Lustenau). Футболното отделение провежда активно приятелски срещи, тъй като във Форарлберг не съществуват футболни асоциации. В началото на Първата световна война, клубът временно приостановява дейността си до 1919 года. На 4 юни 1920 година е учредена футболната асоциация на Форарлберг, което позволява на отбора да се включи в шампионата и да учавства в национални съревнования.
През 1936 отборът сменя името си на Аустрия Лустенау.

## Успехи
- Австрийска Бундеслига:
  - 8-мо място (1): 2022/23
- Купа на Австрия:
  -  Финалист (2): 2010/11, 2019/20
- Втора лига: (2 ниво)
  -  Шампион (2): 1996/97, 2021/22
- Регионална лига-Запад: (3 ниво)
  -  Шампион (1): 1993/94
- Шампионат на Форарлберг:
  -  Шампион (9): 1920/30, 1936/37, 1945/46, 1948/49, 1964/65, 1976/77, 1977/78, 1979/80, 2004/05
- Купа на Форарлберг:
  -  Носител (6): 1935/36, 1948/49, 1950/51, 1957/58, 1979/80, 1998/99
  -  Финалист (5): 1932/33, 1934/35, 1951/52, 1958/59, 2007/08
- Аматьорски шампионат:
  -  Финалист (1): 1930

## Български футболисти
- Петър Костурков: 1997/99 – (47 мача - 2 гола)